# إنازوما إلفن غو (مانغا)
إنازوما إلفن غو (イナズマイレブン GO Inazuma Irebun GO، حرفيا. "برق الأحد عشر انطلق") هي سلسلة مانغا يابانية مكتوبة ومصورة من قبل تينيا يابونوا. وهو مقتبس من ليفل-5 لسلسلة لعبة فيديو من نفس العنوان. المانغا تم نشرها من قبل شوغاكوكان في كوروكورو.
هي سلسلة أنمي تلفزيونية على أساس لعبة، بثّ على تلفزيون طوكيو في 4 مايو 2011. أنتج المسلسل من طرف شركة ليفل-5 بالتعاون مع تلفزيون طوكيو، دنتسو، أو إل إم.

## الحبكة

### الإنطلاق
بعد مرور عشر سنوات من أول أنمي، إنازوما إلفن، أقيم بتنفيذ نظام جديد لكرة القدم حتى وصلوا إلى النقطة التي تحدّد فيها نتائج المباريات سلفا قبل موعد المباراة.
صبي يدعى تينما ماتسوكازي يحب كرة القدم. ومع ذلك، فإنه يتم التحكم بالكرة من قبل «القطاع الخامس» وبصفة عامة ضدها. في الحلقة الأولى، أبرز أنه يرغب في الانضمام إلى نادي ريمون لكرة القدم، ولكن عند وصولهم، فريق غامض يسحق النادي، بما في ذلك الفريق الثاني. يترك جميع أعضاء الفريق الثاني وهو اختبار تينما قبل أن ينضم للفريق. الآن مع أصدقائه الجدد، هو ورايمون ضد «القطاع الخامس» وقد عقدوا العزم على ان يدافعوا عن شرف كرة القدم.

## استقبال
إنازوما إلفن كرونو ستون : أنمي فاز بلقب الأفضل في «سباق الجائزة الكبرى أنيماجي» الرابع والثلاثون